# Realme
Realme (Logo stilisiert in Kleinbuchstaben) ist ein chinesischer Smartphone-Hersteller und Tochtergesellschaft des chinesischen Unternehmens Oppo Electronics, welches wiederum selbst Tochtergesellschaft von BBK Electronics ist. Auf dem europäischen Markt ist realme durch realme Europe vertreten.

## Geschichte

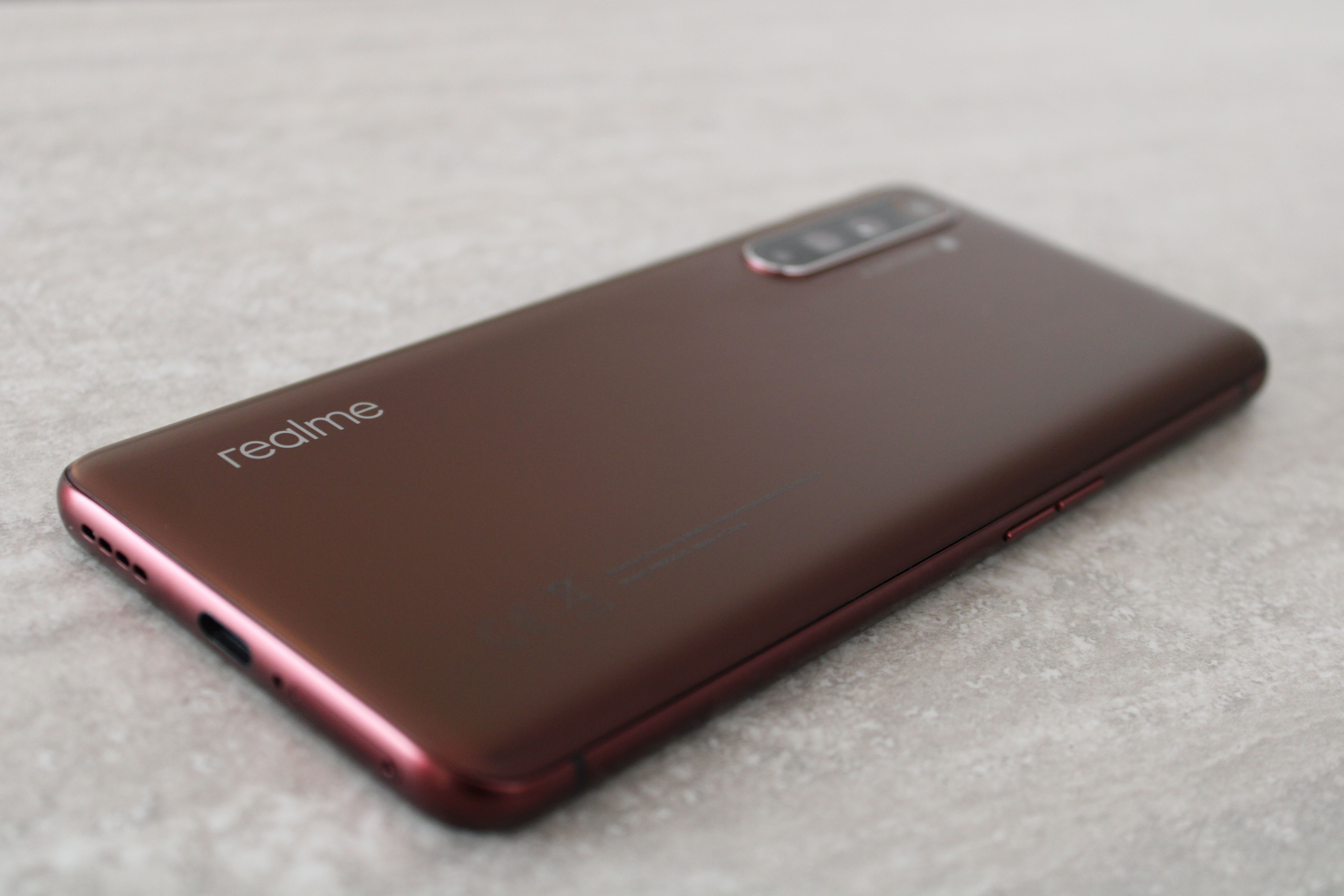
Realme X50 Pro

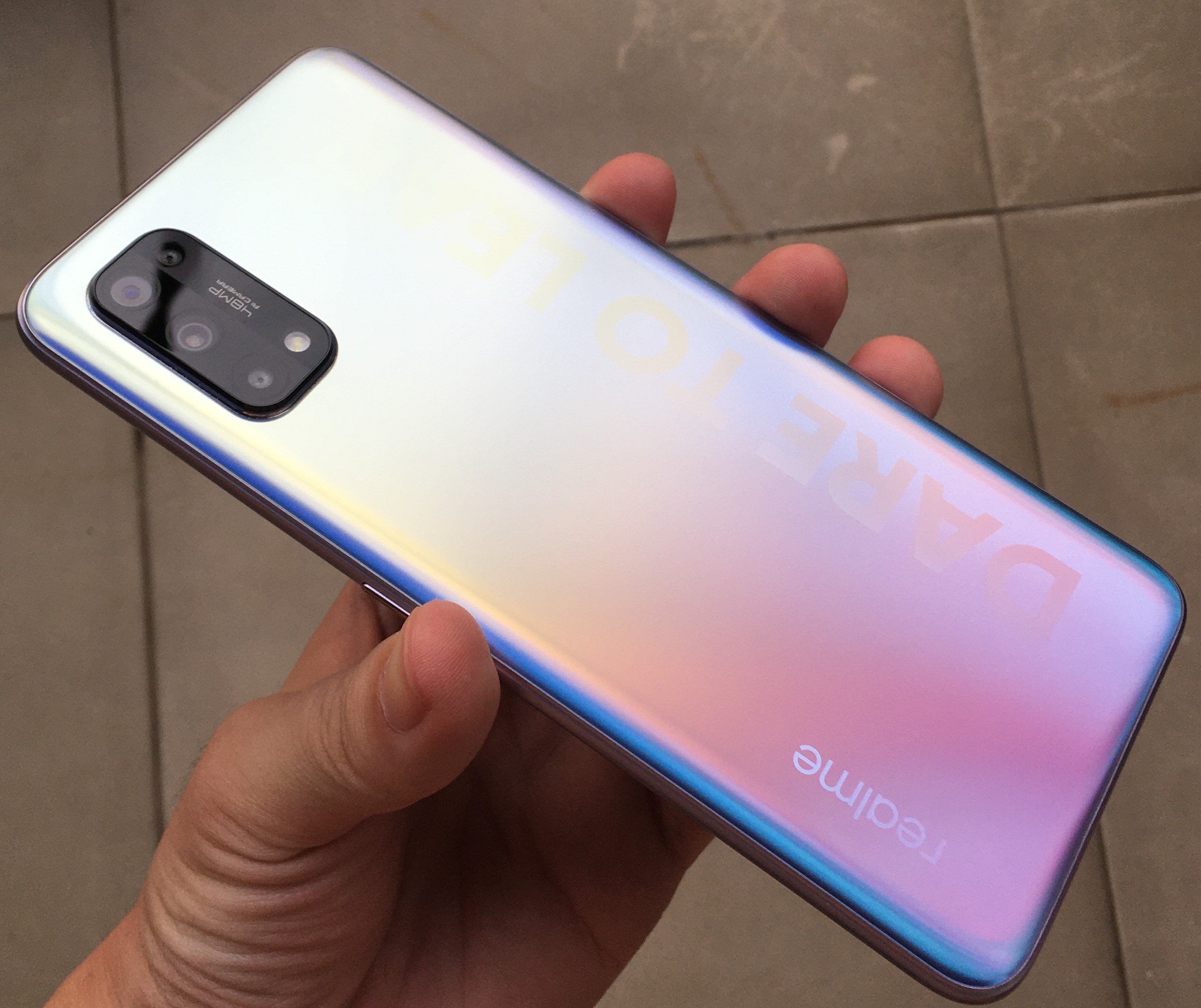
Realme Q2 Pro

Vor der Gründung am 4. Mai 2018 in Indien trat Realme erstmals 2010 in China unter dem Namen „OPPO Real“ auf. Es war eine Untermarke von Oppo (das selbst eine Tochtergesellschaft von BBK Electronics ist), bis es am 4. Mai 2018 als Spin-off gegründet wurde. Oppo gab nicht an, ob es seine Beteiligung an Realme an BBK übertragen hat. Der ehemalige Oppo-Vizepräsident und Leiter der Oppo-Abteilung für Indien und Übersee, Sky Li, erinnert sich noch an seine Zeit während des Diwali-Festes 2017 in Indien, bevor er das Unternehmen gründete.
Im Mai 2018 brachte das Unternehmen sein erstes Telefon heraus, das Realme 1.
Am 30. Juli 2018 gab Sky Li auf Sina Weibo seinen offiziellen Rücktritt von Oppo und seine Absicht bekannt, Realme als unabhängige Marke zu gründen. Mit dem Firmenslogan „Dare to Leap“ (Wage den Sprung) erklärte er, dass sich die Marke Realme in Zukunft darauf konzentrieren würde, Mobiltelefone mit solider Leistung und stilvollem Design anzubieten, um jungen Menschen ein freudiges Leben mit erschwinglicher „Technologie“ und „Schönheit“ zu ermöglichen.
Am 15. November 2018 nahm Realme ein neues Logo an.
Am 22. November 2018 wurde Realme zur Nummer 1 der aufstrebenden Marken auf dem indischen Markt. Die Verkäufe von Realme-Geräten in Indien haben inzwischen die Verkäufe der Muttergesellschaft Oppo übertroffen. Realme wurde 2019 die viertgrößte Smartphone-Marke in Indien, hinter Xiaomi, Samsung und Vivo. Realme produzierte das erste 5G-Smartphone Indiens.
Am 15. Mai 2019 hielt Realme seine erste Konferenz in Peking ab, um offiziell in den chinesischen Inlandsmarkt einzutreten, und stellte das Realme X, Realme X Lite und Realme X Master Edition vor.
Im Juni 2019 begann Realme mit der Expansion in den europäischen Markt, mit dem Launch des Realme 3 Pro am 5. Juni 2019.
Bis Juli 2019 hatte Realme erfolgreich 20 Märkte erschlossen, darunter China, Südasien, Südostasien und Europa.
Laut einem Bericht des internationalen Analysteninstituts Counterpoint lieferte Realme im zweiten Quartal 2019 weltweit 4,7 Millionen Geräte aus, was einer Steigerung von 848 % im Vergleich zum Vorjahr entsprach. Realme war damit einer der zehn größten Handyhersteller der Welt.
Im August 2019 hatte Realme die Marke von 10 Millionen Nutzern weltweit überschritten und stellte im selben Monat in China und Indien einen Prototyp mit einer Vierfach-64MP-Kamera vor.
Im Jahr 2021 hatte das Unternehmen zahlreiche Nutzer in Europa und Asien.
Nachdem Nokia Gerichtsverfahren wegen Patentrechtsverletzungen angestrengt hatte, zog sich Realme 2023 angeblich vom deutschen Markt zurück, dies als vierte Firma der BKK Group nach OnePlus, Oppo und Vivo. Das Unternehmen stoppte den Verkauf seiner Smartphone-Modelle, leistete aber weiterhin Support für bereits verkaufte Geräte.
Das stellte sich allerdings als Falschinformation heraus.